# Si vera sunt
Si vera sunt was een pauselijke bul, uitgevaardigd in 1239 door paus Gregorius IX, waarin hij opriep tot de inbeslagname van Joodse boeken en geschriften die bestudeerd moesten worden en bij verdenking van godslastering verbrand.
De bul was aanvankelijk alleen gericht aan de koningen en prelaten van Spanje en Frankrijk, maar werd door latere pausen op grotere schaal verspreid. De verdenking richtte zich voornamelijk op de Talmoed. De verbranding van exemplaren van de Talmoed in de dertiende eeuw heeft mede ertoe geleid dat er nog slechts twee complete middeleeuwse handschriften van de Talmoed bestaan: München, Bayerische Staatsbibliothek, Cod. hebr. 95 bevat een vrijwel complete Babylonische Talmoed uit 1343; Leiden, Universiteitsbibliotheek, Or. 4720, uit 1289 bevat de Palestijnse Talmoed (Yerushalmi).